# Aittosaari (ö i Norra Savolax, Inre Savolax, lat 62,64, long 26,68)
Aittosaari är en ö i Finland. Den ligger i sjön Konnevesi och i kommunen Rautalampi i den ekonomiska regionen  Inre Savolax ekonomiska region  och landskapet Norra Savolax, i den centrala delen av landet, 290 km norr om huvudstaden Helsingfors. Öns area är 8,9 hektar och dess största längd är 0,5 kilometer i nord-sydlig riktning.